# Год окончания игры
Год окончания игры (англ. The Year of the Jackpot) — научно-фантастическая повесть Роберта Хайнлайна. Опубликована журналом Galaxy Science Fiction в 1952 году. Согласно сюжету ученый-статистик, изучающий циклы влияющие на развитие человечества, случайно встречает свою любовь и приходит к неутешительному выводу, что все предопределено.
Позже включен в сборник: «Угроза с Земли» (1959).

## Сюжет
Потифар Брин — холостяк среднего возраста с оседлой, благоустроенной жизнью и весьма необычным увлечением. Впервые он встречается читателю за завтраком в столовой в Лос-Анджелесе, где он записывает разные не связанные между собой события из нескольких свежих газет и внимательно подсчитывает свою оплату. Потом он выходит на автобусную остановку, где молодая женщина снимает всю свою одежду.
Пара прохожих пытается спровоцировать драку с полицией, чтобы их всех арестовали, но полицейский имеет тайное указание замять ситуацию, потому что публичная огласка может поощрить на такие действия еще больше чудаков. Брин набрасывает свой плащ на обнаженную женщину и предлагает довезти ее домой. Женщина, по имени Мейд Барстоу, соглашается. Они приезжают к Брину домой, чтобы она могла одеться, и Брин просит ее рассказать о причинах побудивших ее на этот поступок. Она объясняет, что не имеет представления, почему у нее возникло неожиданное желание снять с себя одежду. В свою очередь, Брин не удивлен случившимся, так как случаи спонтанного раздевания женщин в городе в последнее время участились.
Брин является статистиком. Работая преимущественно на страховые компании, он консультирует их по вопросам вероятности тех или иных случаев. В свободное время он изучает циклы. Человеческое поведение, согласно его исследованиям, имеет циклический характер, когда цены, средний размер зарплат, длина юбок, размерные тенденции моды и цели экономики уменьшаются и снова растут без объяснимой причины, за исключением лишь следованию своему циклу. Три значительных цикла достигли минимума одновременно в 1929 году, что привело к биржевому краху 1929 года. Согласно сюжету, за окном 1952 год, и все циклы, которые он отслеживает, одновременно будут на пике примерно через полгода. Далее следует предопределенная циклами глобальная ядерная катастрофа, но несмотря не на что, главные герои стараются выжить.

## Ссылка
- Список публикаций произведения «Год окончания игры» в ISFDB (англ.)